# 城南足球俱樂部

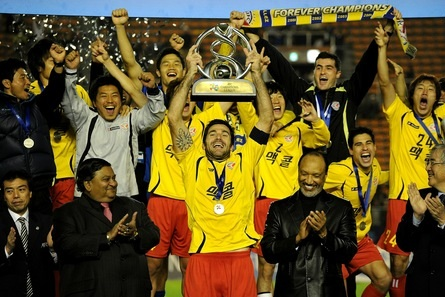
球队以“城南一和天马”之名夺得2010年亚足联冠军联赛冠军

城南足球俱樂部（：／），全名城南市民职业足球俱乐部（：／），創立於1989年，是韩国的職業足球俱樂部。球队原名为城南一和天马（：／），是K聯賽中最成功的隊伍，球隊獲得過7次K聯賽冠軍。城南隊除了是K聯賽戰績最佳球隊之外，它們也於1995年和2010年贏得過亞洲冠軍聯賽冠军。

## 历史
球隊于1989年建立，并且以首爾的東大門體育館為主場，称一和天马足球俱乐部。但是當球會在1995年贏得隊史上第三個聯賽冠軍之後卻發生變故了。聯賽的主辦單位要求三支以首爾為主場的球隊撤出首都。所以球隊只好搬遷到天安市，改名为天安一和天马。
搬遷主場之後卻遭逢了許多不順，儘管在1995年奪下亚洲俱乐部锦标赛冠军，但在1999年球隊史上第二度在聯賽排名上墊底。也因此球隊決議再次搬遷，他們搬到了首爾的衛星城市城南市。並且改名為城南一和天馬。
這一次的搬遷為球隊帶來好運，他們接連贏得2001年、2002年以及2003年，連續三年的聯賽冠軍。
城南一和隊在2004年表現不佳，失去衛冕聯賽冠軍機會，不過球隊在亞洲賽事上卻有出色表現。他們打入亞洲冠軍聯賽決賽，面對來自沙特阿拉伯的伊蒂哈德；城南一和雖然在客场以 3–1 獲勝，但卻意外在自己主場以 0–5 負於伊蒂哈德。最後，城南一和隊就以總比分 3–6 落敗，僅得亞軍。
2010年，在东京国立竞技场举行亚足联冠军联赛决赛，城南一和天马3-1击败伊朗佐帕汉，再次获得亚足联冠军联赛冠军，并在同年阿联酋举办国际足联世界俱乐部杯中获得第四名。
球隊雖然戰績輝煌，但是城南一和隊是屬於統一教創辦人文鮮明組織旗下。所以常因為非關足球的因素引起爭議。2014年，统一教宣布放弃球队，该队遂被城南市政府收购，面临重组，改名为城南市民职业足球俱乐部。城南队在同年夺得韩国足协杯冠军，取得了2015年亚足联冠军联赛的参赛权，并与大阪钢巴、广州富力及武里南联同处F组。城南一和於十六強止步。
2016赛季，城南队战绩不佳，聯賽38輪戰罷拿到第11名，並在升降級附加賽中因客場進球劣勢（客場０比０，主場１比１）不敵江原FC，降入挑战K联赛。

## 球队荣誉

### 国内赛事
- K聯賽
  - 冠軍：7次（1993年（英语：1993 K League）、1994年（英语：1994 K League）、1995年（英语：1995 K League）、2001年（英语：2001 K League）、2002年（英语：2002 K League）、2003年（英语：2003 K League）、2006年（英语：2006 K League））
  - 亞軍：3次（1992年（英语：1992 K League）、2007年（英语：2007 K League）、2009年（英语：2009 K League））
- 韓國足總盃
  - 冠军：3次（1999年（英语：1999 Korean FA Cup）、2011年（英语：2011 Korean FA Cup）、2014年（英语：2014 Korean FA Cup））
  - 亚军：3次（1997年（英语：1997 Korean FA Cup）、2000年（英语：2000 Korean FA Cup）、2009年（英语：2009 Korean FA Cup））
- 韩国联赛杯
  - 冠军：3次（1992年（英语：1992 Korean League Cup）、2002年（英语：2002 Korean League Cup）、2004年（英语：2004 Korean League Cup））
  - 亚军：3次（1995年（英语：1995 Korean League Cup）、2000年（英语：2000 Korean League Cup）、2006年（英语：2006 Korean League Cup））
- 韓國超級盃（英语：Korean Super Cup）
  - 冠军：1次（2002年（英语：2002 Korean Super Cup））
  - 亚军：2次（2000年（英语：2000 Korean Super Cup）、2004年（英语：2004 Korean Super Cup））

### 国际赛事

#### 正式比赛
- 亞洲冠軍聯賽
  - 冠军：2次（1995年、2010年）
  - 亚军：2次（1996-1997年、2004年）
- 亞洲超級盃
  - 冠军：1次（1996年（英语：1996 Asian Super Cup））
- 亚非俱乐部锦标賽（英语：Afro-Asian Club Championship）
  - 冠军：1次（1996年）
- 2012年亞洲超級球會挑戰盃
  - 冠军：1次（2012年）
- 和平杯：
  - 亚军：1次（2012年）

## 球队阵容
註釋：國旗表示球員在國際足聯資格規則定義的國家隊。球員可能擁有一個以上非國際足聯國籍。
| 號碼 |          | 位置 | 球員   |
| ---- | -------- | ---- | ------ |
| 1    | 大韩民国 | 门将 | 全相昱 |
| 2    | 大韩民国 | 后卫 | 郭海盛 |
| 3    | 大韩民国 | 后卫 | 沈愚燃 |
| 4    | 大韩民国 | 后卫 | 李曜汉 |
| 5    | 大韩民国 | 后卫 | 林蔡玟 |
| 6    | 大韩民国 | 后卫 | 金台润 |
| 7    | 大韩民国 | 中场 | 金喆淏 |
| 8    | 大韩民国 | 中场 | 金斗炫 |
| 9    | 大韩民国 | 前锋 | 金东燮 |
| 10   | 哥伦比亚 | 中场 | 连拿   |
| 11   | 大韩民国 | 前锋 | 李尙俠 |
| 13   | 大韩民国 | 前锋 | 金东熙 |
| 14   | 大韩民国 | 中场 | 郑先皓 |
| 16   | 大韩民国 | 前锋 | 黄义助 |
| 17   | 大韩民国 | 后卫 | 朴太民 |
| 18   | 大韩民国 | 中场 | 金圣埈 |
| 19   | 巴西     | 前锋 | 卢卡斯 |

| 號碼 |          | 位置 | 球員   |
| ---- | -------- | ---- | ------ |
| 20   | 大韩民国 | 后卫 | 尹荣善 |
| 21   | 大韩民国 | 门将 | 郑山   |
| 22   | 大韩民国 | 中场 | 李钟元 |
| 23   | 大韩民国 | 中场 | 南濬在 |
| 24   | 大韩民国 | 中场 | 张硕元 |
| 25   | 大韩民国 | 后卫 | 李台熙 |
| 26   | 大韩民国 | 前锋 | 文昶现 |
| 27   | 大韩民国 | 后卫 | 姜珍旭 |
| 28   | 大韩民国 | 后卫 | 柳青润 |
| 29   | 大韩民国 | 门将 | 朴俊赫 |
| 30   | 大韩民国 | 前锋 | 成奉宰 |
| 31   | 大韩民国 | 中场 | 朴溶知 |
| 32   | 大韩民国 | 后卫 | 李原圭 |
| 29   | 大韩民国 | 后卫 | 张鹤英 |
| 34   | 大韩民国 | 后卫 | 韩相晛 |
| 35   | 大韩民国 | 前锋 | 李承民 |
| 36   | 大韩民国 | 中场 | 廉裕申 |

## 历任教练
| #  | 姓名          | 任职始于   | 任职终于   |
| 1  | 朴鐘煥        | 1988/09/16 | 1996/04/02 |
| 代 | 元興載        | 1990/04/27 | 1990/06/27 |
| 代 | 李章洙        | 1996/04/03 | 1996/08/17 |
| 2  | 李章洙        | 1996/08/18 | 1996/12/05 |
| 3  | 勒内·德萨耶尔 | 1996/12/18 | 1998/09/08 |
| 4  | 車敬福        | 1998/09/09 | 2004/12/01 |
| 代 | 金鹤范        | 2004/12/07 | 2004/12/29 |
| 5  | 金鹤范        | 2004/12/30 | 2008/11/27 |
| 代 | 申台龍        | 2008/12/06 | 2010/02/17 |
| 6  | 申台龍        | 2010/02/18 | 2012/12/08 |
| 7  | 安益秀        | 2012/12/14 | 2013/12/22 |
| 8  | 朴鐘煥        | 2013/12/23 | 2014/04/22 |
| 代 | 李相潤        | 2014/04/22 | 2014/08/26 |
| 代 | 李咏真        | 2014/08/26 | 2014/09/05 |
| 9  | 金鹤范        | 2014/09/05 | （现任）   |

## 队徽

城南一和天马队徽 2000–2005
城南一和天马队徽 2006–2013
城南FC队徽 2014–现在

## 外部連結
- 城南FC （页面存档备份，存于） 

| 成就                | 成就                | 成就            |
| ------------------- | ------------------- | --------------- |
| 前任： 泰国农民银行 | 亞洲球會錦標賽 1995 | 繼任： 浦項製鐵 |
| 前任： 浦項製鐵     | 亚足联冠军联赛 2010 | 繼任：          |